# 288e régiment d'infanterie territoriale
Pour les articles homonymes, voir 288e régiment.
Le 288e régiment d'infanterie territoriale est un régiment d'infanterie de l'armée de terre française qui a participé à la Première Guerre mondiale. Il est créé en 1914 à partir des 3e et 4e bataillons du 88e régiment d'infanterie territoriale et dissout en 1917.

## Création et différentes dénominations
- 29 octobre 1914 : 88e régiment territorial d'infanterie de marche
- 11 février 1916 : 288e régiment d'infanterie territoriale[1]
- 25 août 1917 : dissolution[2]

## Chefs de corps
- 31 octobre 1914 - 25 juillet 1916 : lieutenant-colonel de Gouvello[3]
- 25 - 31 juillet 1916 : commandant de la Villerabel (commandant provisoire)[4]
- 31 juillet 1916 - 25 août 1917 : colonel Lyautey[4]

## Historique des garnisons, combats et batailles du288eRIT

### Première Guerre mondiale

#### 1914
Il est créé le 29 octobre 1914 à partir des 3e et 4e bataillons du 88e régiment d'infanterie territoriale, mobilisés début août à Lorient, qui forment le 88e régiment territorial d'infanterie de marche.

#### 1917
Il est dissout en 1917.

## Drapeau
Il porte, cousues en lettres d'or dans ses plis, les inscriptions suivantes :
- Les Monts 1917

Le régiment est cité à l'ordre du 10e corps d'armée le 22 juin 1917 et son drapeau est donc décoré de la croix de guerre 1914-1918.

## Personnages célèbres ayant servi au288eRIT
- Augustin Trébuchon